# Водородное шоссе
Водородное шоссе — название различных проектов строительства водородных заправочных станций вдоль автомобильных шоссе.
Распространение водородного транспорта сдерживается отсутствием инфраструктуры водородных заправочных станций. Правительства разных стран и регионов принимают программы строительства водородной инфраструктуры.
К концу 2008 года во всём мире функционировало 200 стационарных водородных автомобильных заправочных станций.
Планируется и ведётся строительство:

## США
- Водородное шоссе (Калифорния) — к 2010 году 200 заправочных станций на главных шоссе штата;
- Hi Way Initiative — водородное шоссе в штате Нью-Йорк (США);
- 2H2 — водородное шоссе Иллинойса;
- The Northern H (Канада, США) — к 2010 году планируется соединить заправочными станциями крупные города вдоль главных торговых путей Манитобы (Канада), Северной и Южной Дакоты, Миннесоты, Айовы и Висконсина;
- New York Hydrogen Network: H2-NET (США) — 20 заправочных станций между Нью-Йорком и Буффало (штат Нью-Йорк);
- Водородное шоссе Флориды — между городами Орландо и Тампа.

The Northern H — планируется построить 12 водородных заправочных станции на расстоянии около 200 км друг от друга. Все заправочные станции будут демонстрировать различные способы производства водорода — из различных возобновляемых источников, или СО2 нейтральные.
Предложено шесть концепций производства водорода:
- из этанола;
- из воды при помощи энергии ветра;
- из метана. Станции будут получать водород из метана, который в свою очередь будет производиться из биомассы;
- из угля с захватом СО2. Станция будет построена на заводе по газификации угля в Дакоте;
- из аммиака;
- продажа произведенного промышленными методами водорода.

Строительство первой очереди сети завершится к 2012 году.
Крупнейшая в мире сеть водородных заправочных станций построена в Калифорнии. В 2004 г. губернатор штата Арнольд Шварценеггер предложил план «Видение 2010» («Vision 2010»). Планом предусмотрено строительство к 2010 году 150—200 водородных заправочных станций на главных шоссе штата через каждые 20 миль.
В конце 2006 г. в Калифорнии работало 39 водородных заправочных станций.

## Канада
- Водородный коридор (Канада) — проект 2003 года по строительству водородных станций вдоль 900 километров главных дорог между Монреалем и Виндзором.[1]
- BC Hydrogen Highway[англ.] — Водородное шоссе Британской Колумбии. Планы 2005—2007 года построить водородную инфраструктуру (7 станций) от Уистлера до Ванкувера, Суррея и Виктории, а затем продолжить водородное шоссе до Сан-Диего в Калифорнии. Строительство планировалось завершит до зимней Олимпиады 2010 года. Было построено 5 станций, фактически используется лишь станция в Уистлер. Проект был закрыт в 2011 году[2].

## Норвегия
- HyNor (Норвегия) — водородное шоссе между городами Осло и Ставангер (580 км).

Первая заправочная станция построена в августе 2006 года. Закуплено 30 Toyota Prius с двигателями, модифицированными для работы с водородом.
Официальное открытие шоссе состоялось 11 мая 2009 года.

## Скандинавские страны
Швеция, Норвегия и Дания создали совместное партнёрство: Scandinavian Hydrogen Highway Partnership (SHHP). Партнёрство с 2012 до 2015 года планирует вывести на дороги 100 автобусов, 500 автомобилей и 500 специализированных транспортных средств, работающих на водороде. Будет построено 15 заправочных станций, самостоятельно производящих водород, и 30 станций в сельской местности.

## Евросоюз
В сентябре 2006 года энергетические компании Shell Hydrogen B.V., Total France и автомобилестроительные компании BMW Group, Daimler AG, Ford Motor Company, General Motors Europe AG, MAN Nutzfahrzeuge AG и Volkswagen AG приняли план под названием «Следующие Шаги для Развития Водородной Инфраструктуры Дорожного Транспорта в Европе».
План разделён на три фазы:
- Фаза 1 до 2010 года: Технологическое развитие и сокращение стоимости. Испытания водородного транспорта в одном Европейском регионе.
- Фаза 2 с 2010 примерно до 2015 года: Предкоммерческая технологическая готовность, подготовка рынка. Инфраструктура заправочных станций (жидкий водород и газообразный под давлением 700 бар). Публичная доступность водородной инфраструктуры в одном пилотном регионе и для городских автобусов в нескольких городах, или регионах Европы.
- Фаза 3 примерно с 2015 года: Коммерциализация. Организация массового производства в течение 10 лет водородных автомобилей.

План описывает критерии выбора демонстрационных городов и регионов. Первым демонстрационным городом, вероятно, станет Берлин.
В 2007 году построены две первых водородных заправочных станции по проекту Zero Regio в Ломбардии и Франкфурте.
В 2005 году в Дании был принят проект строительства водородной инфраструктуры под названием «Hydrogen Link». Первые семь заправочных станций были построены в 2008 году. В 2009 году заправочные станции будут построены в трёх городах. До 2018 года Дания планирует инвестировать в водородный транспорт €250 млн.

## Карты
- Карта норвежского проекта HyNor
- Карта датского проекта Hydrogen Link